# 아르볼고추
아르볼고추(스페인어: chile de árbol 칠레 데 아르볼[*])는 재배종 고추이다.

## 이름
스페인어로 "칠레(chile)"는 고추를 뜻하고 "아르볼(árbol)"은 "나무를 뜻한다. "데(de)"는 속격 전치사("~의")이다. "칠레 데 아르볼"은 "나무 고추"라는 뜻이다.

## 특징
스코빌 지수가 15,000~30,000(SHU) 정도로, 매운 고추이다.

## 사진 갤러리

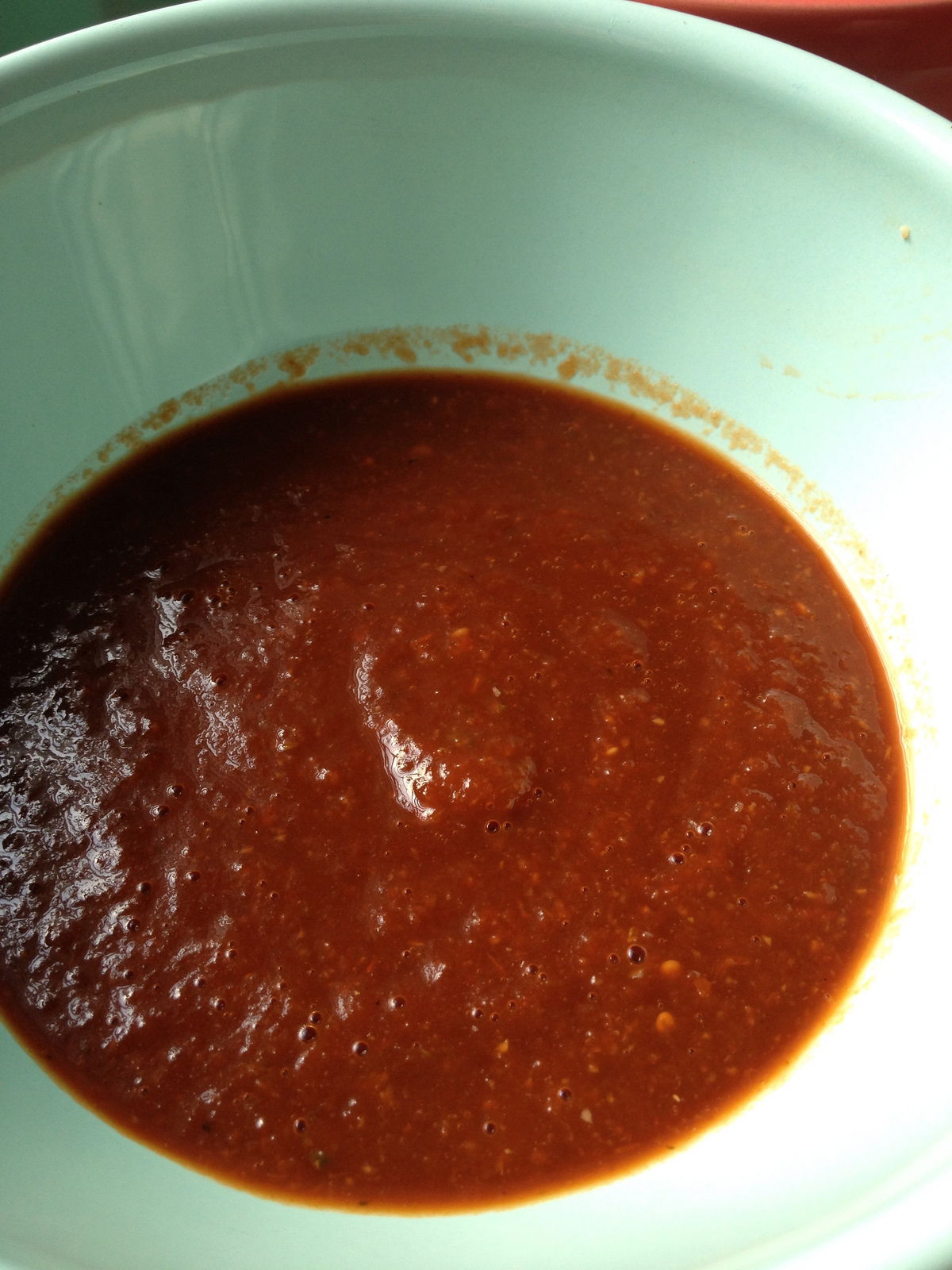
아르볼고추 살사